# Roderick Miller
Roderick Alonso Miller Molina (ur. 3 kwietnia 1992 w mieście Panama) – panamski piłkarz występujący na pozycji środkowego obrońcy, reprezentant Panamy, od 2023 roku zawodnik azerskiego Turana Tovuz.

## Kariera klubowa
Miller jest wychowankiem klubu San Francisco FC z siedzibą w mieście La Chorrera, do którego seniorskiej drużyny został włączony jako siedemnastolatek. W Liga Panameña de Fútbol zadebiutował 17 stycznia 2010 w zremisowanym 1:1 meczu z Árabe Unido, a po upływie paru miesięcy, w sezonie Apertura 2010, zdobył ze swoim zespołem tytuł wicemistrza kraju. Premierowego gola w najwyższej klasie rozgrywkowej strzelił 29 kwietnia 2011 w wygranej 2:1 konfrontacji ze Sportinigiem San Miguelito. Podczas tych samych rozgrywek, Clausura 2011, wywalczył z San Francisco swoje pierwsze mistrzostwo Panamy. Dwa lata później, pełniąc już rolę podstawowego defensora ekipy, zanotował swoje drugie wicemistrzostwo kraju.

## Kariera reprezentacyjna
W 2011 roku Miller został powołany do reprezentacji Panamy U-20 na Młodzieżowe Mistrzostwa Świata w Kolumbii. Tam wystąpił w dwóch z trzech spotkań, nie wpisując się na listę strzelców, zaś jego kadra zanotowała remis i dwie porażki, kończąc swój udział w rozgrywkach już na fazie grupowej. Kilka miesięcy później, w barwach reprezentacji Panamy U-23, wziął udział w turnieju eliminacyjnym do Igrzysk Olimpijskich w Londynie. Rozegrał wówczas siedem meczów, a Panamczycy zdołali awansować z rundy wstępnej, jednak we właściwych kwalifikacjach odpadli w fazie grupowej i nie dostali się na olimpiadę.
W seniorskiej reprezentacji Panamy Miller zadebiutował za kadencji selekcjonera Julio Césara Dely Valdésa, 11 listopada 2011 w wygranym 2:0 meczu towarzyskim z Kostaryką. W 2013 roku został powołany na Złoty Puchar CONCACAF.